# Kandang Sapi
Kandang Sapi is een bestuurslaag in het regentschap Sragen van de provincie Midden-Java, Indonesië. Kandang Sapi telt 4519 inwoners (volkstelling 2010).